# Javi Fuego
Javier „Javi“ Fuego Martínez (* 4. Januar 1984 in Pola de Serio, Asturien) ist ein spanischer Fußballspieler.

## Karriere

### Verein
Der gebürtige Asturier Javi Fuego spielte fünf Jahre lang, von 2002 bis 2007 für seinen Heimatclub Sporting Gijón, nachdem er zuvor für dessen zweite Mannschaft im Mittelfeld eingesetzt wurde. In der Saison 2007/2008 war er für den Erstligisten UD Levante aktiv, den er jedoch nach dem Abstieg am Saisonende verließ.
Im August 2008 wechselte Javi Fuego zum spanischen Erstligisten Recreativo Huelva. Auch nach dem Abstieg 2009 blieb er dem Verein in der Segunda División erhalten. Im Sommer 2010 wechselte er zum Ligakonkurrenten Rayo Vallecano.
Zur Saison 2013/14 wechselte Fuego zum FC Valencia und erhielt dort einen Vertrag über zwei Jahre. 2016 schloss er sich Espanyol Barcelona an.
Im Januar 2018 wechselte er zum FC Villarreal.

### Nationalmannschaft
Für die U-19, U-20, U-21 und U-22 Spaniens kommt Javi Fuego auf insgesamt 17 Einsätze.